# Reprezentacja Polski w squashu mężczyzn
Reprezentacja Polski w squashu – zespół reprezentujący Rzeczpospolitą Polską w meczach i sportowych imprezach międzynarodowych w squashu. Reprezentację powołuje selekcjoner, mogą w niej występować wyłącznie zawodnicy posiadający obywatelstwo polskie. Za jej funkcjonowanie odpowiedzialny jest Polski Związek Squasha.

## Udział w turniejach

### WSF World Team Squash Championships
W 2013 kadra debiutowała w WSF World Team Squash Championships we francuskim Mulhouse, gdzie zajęła 27. miejsce.

### European Squash Team Championships
W European Squash Team Championships reprezentacja Polski nigdy nie zakwalifikowała się do czwórki najlepszych drużyn.